# Język vagla
Język vagla – jeden z języków używanych w Ghanie w Afryce Zachodniej, klasyfikowany w obrębie języków woltyjskich z wielkiej grupy nigero-kongijskiej. Liczba osób posługująca się tym językiem w 2003 roku wynosiła 13 500.
- Alternatywne określenia języka: Vagala, Siti, Sitigo, Kira, Konosarola, Paxala;
- Dialekty: Bole, Buge;
- Strona kodowa: ISO 639-2